# Mircea Sandu
Mircea Traian „Nașu“ Sandu (* 22. Oktober 1952 in Bukarest) ist ein ehemaliger rumänischer Fußballspieler und -funktionär. In seiner aktiven Karriere absolvierte er insgesamt 407 Spiele in der höchsten rumänischen Fußballliga, der Divizia A. Von 1990 bis 2014 war er Präsident des rumänischen Fußballverbandes Federația Română de Fotbal.

## Spielerkarriere
Mircea Sandu begann mit dem Fußballspielen im Alter von neun Jahren in seiner Heimatstadt Bukarest bei Sportul Studențesc. Im Jahr 1968 wechselte er zum Lokalrivalen Progresul, wo er 1970 in die erste Mannschaft aufrückte. Dort feierte er seinen Einstand in der Divizia A am 30. August 1970 gegen CFR Cluj. Nach dem Abstieg am Saisonende kehrte Sandu zu Sportul zurück, das in der Divizia B spielte.
Bei Sportul wurde Sandu sofort zum Stammspieler und trug 15 Tore dazu bei, dass bereits 1971 der Aufstieg in die Divizia A und damit die Rückkehr nach 30 Jahren gelang. Er blieb Sportul insgesamt 15 Jahre lang treu und erzielte regelmäßig seine Tore. Seine erfolgreichste Spielzeit war die Saison 1975/76 mit 21 Treffern. Sportul gehörte in dieser Zeit – abgesehen von den Jahren nach dem Aufstieg – zum vorderen Mittelfeld der rumänischen Liga. Ein Titel gelang Sandu mit Sportul nicht. Die besten Resultate waren zwei dritte Plätze in den Saisons 1982/83 sowie 1984/85 und die Vizemeisterschaft 1985/86. 
Nach diesem Erfolg verließ Sandu Sportul und wechselte zu Gloria Buzău, wo er seine Karriere im Jahr 1987 nach fünf absolvierten Spielen verletzungsbedingt beendete.

## Nationalmannschaft
Sandu bestritt insgesamt 18 Spiele für die rumänische Fußballnationalmannschaft und erzielte dabei sechs Tore. Sein Debüt gab er am 8. April 1972 gegen Frankreich. Während dieser Zeit qualifizierte sich Rumänien weder für die Welt- noch Europameisterschaft.

## Karriere als Funktionär
Nach dem Ende seiner aktiven Laufbahn war Sandu von 1987 bis 1989 für den Kinder- und Jugendbereich des rumänischen Fußballverbandes zuständig und nahm bei Sportul Studențesc Verwaltungsaufgaben wahr. Im Februar 1990 wurde er zum Generalsekretär des rumänischen Fußballverbandes gewählt und trat im August 1990 die Nachfolge von Mircea Pascu als Präsident des Verbandes an. Seit dem 26. Januar 2007 gehört er zusätzlich dem Exekutivkomitee der UEFA an. Am 25. März 2008 wurde Sandu vom rumänischen Staatspräsidenten Traian Băsescu für die Qualifikation der Nationalmannschaft zur Fußball-Europameisterschaft 2008 mit dem Verdienstorden „Meritul sportiv“ III. Klasse ausgezeichnet. Er ist Verdienter Meister des Sports. Am 5. März 2014 löste der 29-jährige Răzvan Burleanu Sandu an der Verbandsspitze ab.

## Erfolge
- Rumänischer Vizemeister: 1986
- Balkanpokal Sieger: 1979
- Teilnahme auf UEFA-Pokal: 1983, 1984, 1985

## Sonstiges
Mircea Sandu war in erster Ehe mit der Handballspielerin Simona Arghir (1948–1995) verheiratet. Aus dieser Ehe entstammten ein Sohn sowie eine Tochter, die ehemalige Tennisspielerin Raluca Sandu (* 1980). Inzwischen ist Sandu in zweiter Ehe mit Lisa verheiratet. Im Herbst 2009 wurde bekannt, dass Sandu an Krebs leidet.